# Aryan Circle
Aryan Circle ist eine US-amerikanische Straßengang, die 1985 als texanische Gefängnisgang gegründet wurde. Die Vereinigung weißer Supremacisten versteht sich als Separatistenbewegung. Im Jahr 1999 war die Gang auf etwa 1.400 Mitglieder in mehreren Staaten angewachsen und gilt in den Vereinigten Staaten als kriminelle Organisation, die sich nicht nur auf die Gefängnisse beschränkt.

## Entstehung
Der Aryan Circle entstand 1985 in Texas als Alternative zur wesentlich älteren Aryan Brotherhood. Wie der größere Vorläufer diente der Geheimbund vor allem dem Schutz weißer Mitglieder gegen schwarze und hispanische Gangs. Mark Cooper Gaspard gründete die Gang, als er im Gefängnis von Huntsville einsaß. Auf ihn gehen auch die Regeln und die separatistische Ausrichtung des Clubs zurück. Durch die Veränderung innerhalb des Aryan Circle trennte sich ihr Gründer Mark Cooper endgültig von ihnen und führt jetzt ein normales Landleben. Zunächst nur als kleine Gruppe wahrgenommen, kam es in den 1990ern zu einer rasanten Ausbreitung der Gang, die vom Texas Departement of Corrections falsch eingeschätzt wurde. Konflikte mit anderen Gangs führten dazu, dass in verschiedenen Gefängnissen die Zellen nicht mehr geöffnet werden durften.
Eine große Auseinandersetzung mit der Mexican Mafia im Texas Department of Corrections, in deren Verlauf es zu 13 Morden kam, wurde 1996 durch einen Friedensvertrag beigelegt. Als Rivale wird auch die Aryan Brotherhood wahrgenommen. Außerhalb von Texas bekriegen sich die beiden Gangs ebenfalls. 2000 wurde ein Friedensvertrag geschlossen, der bis heute anhält. Auch mit den White Knights of the Ku Klux Klan gab es einen Gefängniskrieg, der 1997 mit einem Mordversuch am Vizepräsident des Aryan Circle begann und mit einem Mord an einem hochrangigen Ku-Klux-Klan-Mitglied seinen ersten Höhepunkt erreichte.
Zu Beginn der 2000er wurden mehrere Mitglieder auch in Gefängnissen außerhalb von Texas gesichtet, was jedoch zum Großteil wegen ihrer geringen Anzahl nicht als Bedrohung empfunden wird. Außerhalb von Texas ist die Gang heute vor allem in den Gefängnissen von Arkansas, Tennessee, Louisiana, Oklahoma, Missouri, Oregon, Wisconsin und Indiana verbreitet. Die Gang begann sich auch als Straßengang einen Namen zu machen. Insbesondere entlassene Mitglieder und der Women’s Branch sind als sogenannte “Street Members” aktiv. Ihre Zahl wird auf etwa 150 geschätzt.
2008 wurde Billy „Thumper“ Haynes als neuer nationaler Präsident gewählt. Eine umstrittene Entscheidung, die zu zahlreichen Kämpfen, insbesondere in den Bundesgefängnissen führte.

## Organisation
Zu Beginn, auch zum Schutz vor der Gefängnisaufsicht, identifizierten sich die einzelnen Mitglieder über eine Tätowierung, einen kleinen Kreis unterhalb der Brust. Dieses sogenannte „Patch“ wurde später um ein spezielles Hakenkreuz und das Buchstabenkürzel „AC“ in einer Raute ergänzt. Angeworben werden meist Insassen mit Kurzstrafen um das Netzwerk außerhalb des Gefängnisses zu stärken. Das Mitglied muss sich einer zwölfmonatigen Probezeit als „Prospect“ unterziehen. In dieser Zeit muss er in jedem Fall eine Körperverletzung an einem Feind der Gang begehen. Anschließend wird er in die Gang aufgenommen und erhält die Tätowierung (wird zum „Patch-holder“). Der Beitritt gilt als lebenslange Verpflichtung. Will das Mitglied die Gang verlassen oder wird es hinausgeworfen, werden seine Tätowierungen entfernt („blood out“).
Die Gang ist stark hierarchisch organisiert. Es gibt ein sogenanntes „Upper Board“ mit dem regionalen Präsidenten, dem Vizepräsidenten und dem Vorsitzenden. Davon ausgehend gibt es vier Äste („branches“), die sich nach dem Einsatzgebiet der Gangs richten: Texas hat einen eigenen Ast, die weiteren Äste sind Bundes- und Staatsgefängnis, sowie außerhalb der Gefängnisse. Auf dieser mittleren Ebene kommen zum „Upper Board“ die Präsidenten und Vizepräsidenten der jeweiligen Branches hinzu. Alle Regelungen werden hier verabredet und nach unten weitergegeben. Diese Hierarchieebene wird auch als „Center Ring“ bzw. „Crazy Folks“ bezeichnet. Unten sitzen die „Majors“ beziehungsweise „Leafs“ für jedes Gefängnis, die Anweisungen an ihre jeweiligen Captains weitergeben.
Die Gang unterhält ebenfalls eine Frauenorganisation, den „Aryan Circle Women’s Branch“. Dort sind die Frauen versammelt, deren Partner in Gefängnissen sitzen oder die inhaftierte Mitglieder betreuen. Im Gegensatz zu vielen anderen Gangs ist der Frauensektor gleichberechtigt. Frauen können Vollmitglieder werden und sind oft in höheren Positionen zu finden.

## Ideologie
Der Aryan Circle versteht sich als separatistische Organisation, die jede Art der Rassenvermischung ablehnt. Die ideologische Ausgangsposition der Gang wurde von Danny „Danny Boy“ Lee Bonham verfasst. Zur ideologischen Schulung wird die Zeitschrift „The Circular“ verwendet, die ihren Sitz in Carnegie, Oklahoma und eine Postanschrift in Lubbock, Texas hat. Ebenfalls wichtig sind die „14 Whys“ von Norman Smith. Die 14 Fragen, die er in diesem Flugblatt veröffentlichte, sind eine Anlehnung an die 14 Words von David Eden Lane.
Der Aryan Circle versteht sich als Organisation, die an die Selbsterhaltung der Rassen glaubt. 2002 formulierte die Gang in ihrer Verfassung folgendes Ziel:

“We are a racially aware group of individuals who belief [sic] in the true history, culture, and heritage of the White Race, we strive for the best interest of our race, will put the interests of our race before the interest of others, and believe in the idea of self-preservation!!!”

„Wir sind eine rassenbewusste Gruppe von Individuen, die an die wahre Geschichte, Kultur und Erbe der Weißen Rasse glauben. Wir kämpfen für die Interessen unserer Rasse, wir stellen die Interessen unserer Rasse vor die Interessen anderer und glauben an die Kraft der Selbsterhaltung.“

Die Ideologie besteht aus vielen Versatzstücken des „White Supremacy“-Gedankens und wird von vielen Mitgliedern familiär verstanden. Zur Ideologie gehören neben den „14 Words“ auch die Literatur anderer rassistischer Gruppen, so zum Beispiel die Die Turner-Tagebücher von William Luther Pierce oder die Memoiren von David Duke, aber auch komplexere Werke wie William Gayley Simpsons Which Way Western Man.

## Mitgliedschaft
Die Anti-Defamation League erhob 2009 eine Reihe von Mitgliedsdaten über die Gang. So sind die meisten Mitglieder gemäß der rassistischen Ausrichtung „Kaukasier“, doch ein kleiner Teil setzt sich auch aus Nachfahren der Native Americans zusammen. Der Altersdurchschnitt betrug bei den Männern 31,9 Jahre und bei den Frauen 28,8 Jahre. Die überwiegende Mehrzahl der Mitglieder kommt aus bildungsfernen Schichten der Arbeiterklasse. Außerhalb der Gefängnisse arbeiten die Mitglieder meist in schlecht bezahlten Jobs, die Frauen entweder als Hausfrauen, oder im Service-Sektor.

## Kriminelle Aktivitäten
Kriminelle Aktivitäten des Circles gibt es sowohl auf der Straße als auch im Gefängnis. Im Gefängnis handelt es sich dabei um Schutzgelderpressung, Handel mit illegalen Gegenständen, Drogenschmuggel, Bestechung und Erpressung von Wärtern. Außerhalb der Gefängnisse sind die Delikte meist Raub und Einbruch sowie Drogenhandel.
Eine der zentralen Grundforderungen des Aryan Circles ist die Drogenfreiheit ihrer Mitglieder. Insbesondere wurde eine „No Drugs Policy“ von oberster Stelle verordnet. Entgegen dieser Richtlinie wurden aber 2004 29 Mitglieder des Aryan Circles angeklagt, an einem Methamphetamin-Ring beteiligt gewesen zu sein.
Im April 2006 erstach ein Mitglied des Aryan Circle in Kemp ein weibliches Mitglied der Gang, das im Verdacht stand, Polizeiinformantin zu sein.
2007 erschlug ein Mitglied der Gang ein anderes, weil dieser dessen Tochter als „Mexikanerhure“ beschimpft hatte. Im gleichen Jahr wurde ein Mord an einem abtrünnigen Mitglied befohlen, was jedoch in einer Schießerei ausartete, in deren Verlauf zwei der insgesamt vier mit dem Mord beauftragten Killer angeschossen wurden.
Ebenfalls 2007 kam es in Louisiana zu einer Schießerei mit Polizeibeamten. Aryan-Circle-Mitglied Dennis Leighton Clem erschoss zwei Teenager und verletzte einen weiteren vor seiner Wohnung in Victoria, Texas. Er floh daraufhin mit seiner Freundin Tanya „Little Feather“ Smith nach Louisiana. Als zwei Polizeibeamte an seiner Moteltür klopften, erschoss er beide Beamte. Um seiner Freundin Zeit zur Flucht zu verschaffen, lieferte er sich ein Feuergefecht mit der Polizei, in deren Verlauf zwei Sanitäter verletzt und Clem erschossen wurde.
Opfer der Gewaltverbrechen des Aryan Circles sind vor allem spanische und schwarze Häftlinge, meist mit Gang-Hintergrund. Aber auch Homosexuelle und Transgender werden als Feindbilder betrachtet. Es kam zu mehreren Morden inner- und außerhalb von Gefängnissen.